# Walter Landi
Walter Landi (Bolzano, 18 de fevereiro de 1976) é um historiador, arquivista e professor italiano.
Fez seus primeiros estudos no Liceu Giosuè Carducci de Bolzano, e em 1995 iniciou estudos superiores na Universidade de Trento, onde diplomou-se em Letras e Filosofia. Fez mestrado em História Medieval com a dissertação Ricerche sulla storia dei conti di Appiano (XI‒XIII secolo), aprovada com louvor, e obteve o doutorado em Estudos Históricos em 2006 com a tese Dinastie comitali nelle valli dell'Inn e dell'Adige fra X e XIII secolo. Por muitos anos foi colaborador de pesquisa no Departamento de Filosofia, História e Bens Culturais da Universidade de Trento. Atua como professor de História Medieval na Universidade de Trento e de Diplomática na Escola de Arquivística, Paleografia e Diplomática do Arquivo de Estado de Bolzano. É também arquivista do Arquivo Provincial de Bolzano.
Seus trabalhos versam principalmente sobre a história medieval do Trentino e do Tirol, concentrado nos temas da história e genealogia das dinastias comitais, a história eclesiástica e o processo de encastelamento na região. Tem uma grande obra publicada. É membro da Società Italiana degli Storici medievisti, da Accademia Roveretana degli Agiati, do Istituto Italiano dei Castelli, da Associazione Nazionale Archivistica Italiana, da Società di Studi Trentini di Scienze Storiche e da Tiroler Geschichtsverein, e membro do Conselho Diretor do Südtiroler Burgeninstitut e da Museumsverein Bozen.
Seus estudos históricos lhe deram notável projeção e segundo reportagem de Edoardo Vicomanni, é considerado um dos maiores especialistas na história medieval do Trentino-Tirol. Sua dissertação de mestrado foi premiada pela Soprintendenza per i Beni Librari e Archivistici da Província Autônoma de Trento e qualificada como uma contribuição de notável interesse para o aprofundamento do conhecimento sobre aspectos históricos e culturais do Trentino.